# Now and Forever
Now and Forever – debiutancki album estońskiej wokalistki Triinu Kivilaan, wydany 29 sierpnia 2008 r. przez 03 Studio w Niemczech. Pracę nad albumem zaczęto już w 2006 roku. W 2007 roku wszystko już było gotowe. Management wokalistki poszukiwał wytwórni płytowej. Universal odrzucił szanse wydania płyty. Ponieważ wszystko było już gotowe, producenci Triinu 14 grudnia 2007 r. rozpoczęli sprzedaż piosenki Home w portalach internetowych. Po zajęciu 2 miejsca w jednym z nich (28 marca 2008 r.) singiel wyszedł jako MAXI CD. 29 sierpnia 2008 r. album miał oficjalną premierę w Niemczech. Krążek promuje singiel Fallen. Płyta zawiera 12 piosenek, począwszy od ballad do rockowych utworów.

## Traclista
1. Fallen (video mix) 03:50
2. Home 03:28
3. Be with you 03:41
4. Now and Forever 03:15
5. Rescue me 03:16
6. Easy state of mind 03:09
7. Crucified 04:01
8. Is it me 03:37
9. Black bird 03:21
10. Awake 03:44
11. Broken heart 03:38
12. All the different girls 03:25